# Phrynobatrachus jimzimkusi
Phrynobatrachus jimzimkusi es una especie de anfibio anuro de la familia Phrynobatrachidae.

## Distribución geográfica
Esta especie es endémica del oeste de Camerún. 
Se encuentra a 2050 m sobre el nivel del mar.

## Etimología
Esta especie lleva su nombre en honor a James "Jim" Zimkus, el esposo de Breda M. Zimkus 

## Publicación original
- Zimkus & Gvoždík, 2013 : Sky Islands of the Cameroon Volcanic Line: a diversification hot spot for puddle frogs (Phrynobatrachidae: Phrynobatrachus). Zoologica Scripta, vol. 42, p. 591-611.[4]